# Republika (zespół muzyczny)
Republika – polski zespół nowofalowy, powstały w 1981 w Toruniu, w wyniku przekształcenia art rockowej formacji Res Publica.
Od początku związany z Klubem Studenckim „Od Nowa” w Toruniu przy Uniwersytecie Mikołaja Kopernika, gdzie koncertował i odbywał próby. W wyniku nieporozumień Republika rozpadła się w 1986, by powrócić w 1990. Zespół w latach 90. prowadził czynną działalność nagraniowo-koncertową. Po śmierci lidera i wokalisty Grzegorza Ciechowskiego w 2002 pozostali członkowie zespołu grają okazjonalnie m.in. jako Projekt Republika i Nowe Sytuacje.

## Historia

### Początki (1979–1981)
W 1979 na sopockim przeglądzie „Muzyki Młodej Generacji” zadebiutował toruński zespół Res Publica grający art rocka. Grupę wkrótce opuścił Jann Castor, a nowym liderem został Grzegorz Ciechowski, grający dotychczas na flecie. Zespół po kilku miesiącach zmienił nazwę na Republika i zaczął ewoluować w stronę brzmień nowofalowych. Nowym gitarzystą miał zostać Witold Pelc, kolega muzyków z zespołu Idiom, ale opóźnienie w pozyskaniu przez niego nowej gitary sprawiło, że przystano na przedstawiającego swoją gotowość do grania Zbigniewa Krzywańskiego.
W 1981 wykrystalizował się ostateczny skład zespołu, który stworzyli: Grzegorz Ciechowski (śpiew, instrumenty klawiszowe), Sławomir Ciesielski (perkusja), Zbyszek Krzywański (gitara) i Paweł Kuczyński (gitara basowa). Muzycy odbywali próby w Studenckim Klubie Pracy Twórczej „Od Nowa” w Toruniu przy Uniwersytecie Mikołaja Kopernika w Toruniu, gdzie wkrótce zaczęli grać swoje pierwsze koncerty – pierwszy odbył się 25 kwietnia 1981. Grali także w klubach studenckich, m.in. w klubie „Remont” w Warszawie, gdzie wystąpili m.in. 2 października 1981 z zespołem Brygada Kryzys, a 5 i 6 grudnia tego samego roku zagrali koncerty promocyjne. W listopadzie 1981 zajęli pierwsze miejsce na II Festiwalu Nowofalowych Grup Rockowych w Toruniu i wystąpili na festiwalu  Rockowisko w Łodzi, który został zarejestrowany i wydany w formie filmu dokumentalnego Michała Tarkowskiego pt. Koncert (1982). Również w 1981 ich menedżerem został Andrzej Ludew, który m.in. organizował koncerty zespołu i odpowiadał za jego promocję w mediach, a także stworzył logo Republiki i wymyślił jej sceniczny wizerunek – muzycy ubierali się na czarno i nosili krawaty.

### Pierwsze sukcesy i rozpad zespołu (1982–1986)
Muzycy podczas koncertu zachowywali się spokojnie, a ich występy charakteryzowała prosta scenografia, a swój znak rozpoznawczy uczynili z posługiwania się biało-czarnymi pasami podczas wizualizacji koncertów i w projektach swoich płyt. Nowatorskie i awangardowe rozwiązania muzyczne oraz teksty Grzegorza Ciechowskiego sprawiły, że grupa w 1982 zyskała popularność w Polsce. Muzycy często gościli w Programie Trzecim Polskiego Radia, a ich utwory – „Biała flaga”, „Telefony”, „Kombinat” i „Sexy Doll” – zajmowały wysokie miejsca na listach przebojów. Odbyli także trasę koncertową po Polsce, na których jako support grał zespół Nowa Mowa. W 1982 wystąpili także na III Ogólnopolskim Festiwalu Muzyki Młodej Generacji w Jarocinie i na festiwalu Kart Rock w Jeleniej Górze. Wraz ze wzrostem popularności w kraju powstawały kolejne fankluby Republiki, m.in. Zróbmy To (Teraz), który był autoryzowany przez Ciechowskiego.
We wrześniu 1982 w studiu M-1 w Warszawie nagrali swój pierwszy długogrający album pt. Nowe sytuacje, który wydali w kwietniu 1983, a za jego wysoką sprzedaż odebrali w 1984 złotą płytę. W 1983 zostali bohaterami reportażu kreowanego „Odlot” wyemitowanego na antenie radiowej Trójce, w którym autor – Zbigniew Ostrowski – zaprezentował słuchaczom kulisy trasy koncertowej Republiki. Muzycy zagrali też 13 koncertów z brytyjskim zespołem punkowym UK Subs podczas jego trasy po Polsce. Również w 1983 zagrali na festiwalu Rock Arena w Poznaniu, w koncercie rockowym „Muzyka w serca wstąpi nam” podczas 20. Krajowego Festiwalu Piosenki Polskiej w Opolu i na festiwalu Rockowisko w Łodzi.
W celu wypromowania swojej twórczości za granicą nagrali i wydali w Wielkiej Brytanii album pt. 1984, na którym umieścili anglojęzyczne wersje swoich piosenek z Nowych sytuacji; nad tłumaczeniami pracowała z nimi Anna Baran. Poza tym zagrali koncerty na Ruisrock Festival w Turku i na festiwalu rockowym w Roskilde. Również w 1984 wydali album pt. Nieustanne tango, który promowali singlem „Obcy astronom”; utwór odnotował rekordowy skok na Liście przebojów Programu Trzeciego, trafiając na szczyt zestawienia tydzień po debiucie na 30. miejscu w tzw. poczekalni. Powołanie Ciechowskiego do wojska – do Szkoły Podchorążych Rezerwy – jesienią 1984 spowodowało osłabienie popularności zespołu i doprowadziło do zakończenia współpracy z Anglikami. W listopadzie 1984 zagrali na festiwalu Rockowisko w Łodzi, a w następnym miesiącu wystąpili premierowo w Teatrze Wielkim w Łodzi widowisko baletowe Republika – rzecz publiczna, którego libretto napisali na podstawie Wyludniacza Samuela Becketta.
W 1985 wystąpili na Festiwalu Muzyków Rockowych w Jarocinie, z którego powstał filmowy reportaż Piotra Łazarkiewicza Fala (1986). Zagrali także na festiwalach: Rock Arena w Poznaniu i Rockowisko w Łodzi, a także wystąpili w Toruniu podczas koncertu charytatywnego Rock dla Meksyku, podczas którego zbierano fundusze na rzecz ofiar trzęsienia ziemi w Meksyku. Również w 1985 wydali singiel „Tak długo czekam (Ciało)” (później umieszczony na płycie Obywatel G.C.), który zadebiutował na pierwszym miejscu Listy przebojów Programu Trzeciego. W pierwszej połowie 1986 zagrali podczas koncertu składankowego „Rock bez Maku” w Gdańsku i wystąpili na festiwalu Rock naokoło Roku w Toruniu, a także odbyli trasę koncertową po Polsce. W maju 1986 rozpoczęli pracę w studiu nad trzecią płytą. W drugim dniu sesji nagraniowej doszło w studiu do kłótni między Ciechowskim a pozostałymi członkami zespołu (głównie z Kuczyńskim) o kwestie ideowe, artystyczne i finansowe (Ciechowski rejestrował siebie w ZAiKS-ie jako wyłącznego autora wszystkich piosenek Republiki, co miało być niezgodne z prawdą, bo pozostali muzycy także brali udział w ich pisaniu). Republika w rezultacie sporu przestała istnieć w czerwcu 1986, a materiał przygotowywany na trzeci album znalazł się na pierwszej solowej płycie Ciechowskiego pt. Obywatel G.C. z 1986. Jeszcze przed oficjalnym rozpadem zespołu zagrali dwa koncerty w Niemczech.
Ciesielski, Krzywański i Kuczyński po rozpadzie Republiki wraz z Jackiem Rodziewiczem założyli zespół Opera, do którego z czasem dołączył Robert Gawliński. Grupa po nagraniu jednego albumu zakończyła działalność, nie osiągnąwszy sukcesu. Muzycy Republiki (bez Ciechowskiego) w 1986 wystąpili jako formacja Out of Control na festiwalu muzycznym Poza Kontrolą, na którym zagrali cztery piosenki The Stranglers wraz z basistą i wokalistą zespołu, J.J. Burnelem. Również w 1986 zespół został przedstawiony w brytyjskim filmie dokumentalnym Andrzeja Kostenki Moja krew, twoja krew (My Blood, Your Blood) o polskiej scenie rockowej lat 80..

### Reaktywacja zespołu (1990–1998)
W 1990 muzycy Republiki pogodzili się i przystali na zaproszenie organizatorów do występu w koncercie Rock Opole podczas 27. KFPP w Opolu. W tym czasie ich menedżerem został Jerzy Tolak, który wcześniej pracował z Ciechowskim przy projekcie Obywatel G.C.. 1 kwietnia 1991 zagrali w studiu radiowej Trójki swój pierwszy koncert po reaktywacji, na którym zagrali swoje przeboje w odświeżonych aranżacjach i niepublikowane wcześniej utwory: „Lawa”, „Balon”, „Zawroty głowy” i „Republika”. Po występie na festiwalu w Opolu zagrali osiem koncertów dla Polonii amerykańskiej w Chicago i Nowym Jorku. Ciesielski, Ciechowski i Krzywański – już bez Kuczyńskiego – po powrocie do Polski nagrali album pt. 1991, na którym nagrali swoje przeboje w nowych, elektronicznych aranżacjach. Miesiąc po premierze płyty funkcję basisty w Republice objął Leszek Biolik, który już wcześniej współpracował z Ciechowskim. Jesienią zespół odbył ogólnopolską trasę koncertową.
W 1993 w studiu Radia Łódź nagrali akustyczny album pt. Bez prądu, na którym umieścili swoje najpopularniejsze utwory, a także jedną piosenkę z solowej płyty Grzegorza Ciechowskiego Obywatel świata i jedno nagranie Kayah, która uczestniczyła w tym i następnych koncertach Republiki. Na początku tego samego roku wydali album pt. ’82–’85 zawierający największe przeboje zespołu z początkowego okresu działalności, które nie znalazły się na żadnej płycie długogrającej („Biała flaga”, „Telefony”). Również w 1993 nagrali album pt. Siódma pieczęć, który nie był już tak ściśle osadzony w stylistyce nowej fali, jak materiał z poprzednich płyt, co nie znalazło uznania w oczach sympatyków. Album promowali podczas ogólnopolskiej trasy koncertowej. W 1994 premierę miał film dokumentalny Republika, czyli epitafium dla zagubionego poety. W tym samym roku zagrali koncert w Royal Oak Music Theater.
W kwietniu 1995 w klubie „Graffiti” w Lublinie zagrali koncert, na którym premierowo wykonali materiał ze swojej kolejnej, niewydanej jeszcze płyty pt. Republika marzeń. Album, wydany jeszcze w tym samym roku, był stylistycznie bliższy dokonaniom zespołu z lat 80., ale okazał się jeszcze bardziej kontrowersyjny niż Siódma pieczęć. Również w 1995 wydali charytatywny singiel „Obejmij mnie, Czeczenio”, z którego zysk został przekazany na rzecz ofiar wojny w Czeczenii. W 1996 wystąpili na 33. KFPP w Opolu, na którym zagrali utwór „Nie przejdziemy do historii” podczas koncertu „Kwiaty we włosach” poświęconemu Krzysztofowi Klenczonowi.

### Ostatnie lata stałej działalności (1998–2002)
W 1998 wydali album pt. Masakra, którym stylistycznie powrócili do początków swojej działalności. Na płycie umieścili m.in. utwory „Odchodząc”, „Raz na milion lat” i przebój „Mamona”. We wrześniu tego samego roku zagrali koncert w domu kultury Bennohaus w Münster, który został zarejestrowany przez lokalną Telewizję Münster. 6 grudnia 1998 wystąpili w ramach cyklu koncertowego Koncerty w Trójce w Studiu im. Agnieszki Osieckiej w Warszawie, gdzie zagrali swoje największe hity i kilka utworów z Masakry. Koncert spotkał się z entuzjastycznym odbiorem publiczności, a nagranie z koncertu zostało wydane na płycie CD. W tym samym roku została uruchomiona oficjalna strona internetowa zespołu – www.republika.art.pl, którą prowadzili Piotr Bryłka i Piotr Milewski.
W 1999 zagrali koncert w Toruniu w ramach Wielkiej Orkiestry Świątecznej Pomocy, a także wystąpili w koncercie „Mikrofon i Ekran” podczas 36. KFPP w Opolu i na 6. Przystanku Olecko. W marcu 2001 zagrali koncert w Muzycznym Studiu Polskiego Radia im. Agnieszki Osieckiej w Warszawie, a w kwietniu wystąpili na Juwenaliach Katolickiego Uniwersytetu Lubelskiego. Następnie odbyli ogólnopolską trasę koncertową z okazji 20-lecia Republiki, a w ramach obchodów jubileuszu 9 czerwca wystąpili z recitalem podczas koncertu „SuperJedynki” na 38. KFPP w Opolu. Również w 2001 rozpoczęli tworzenie i nagrywanie materiału na kolejną płytę, ale przez brak czasu Ciechowskiego planowane zakończenie prac nad albumem przesunięto na 2002. Plany te przerwała nagła śmierć lidera, który zmarł 22 grudnia 2001 z powodu tętniaka serca. Reszta zespołu postanowiła nie kończyć pracy nad albumem z innym wokalistą, poprzestając na czterech zarejestrowanych utworach z Ciechowskim, zaś zespół został po śmierci Ciechowskiego definitywnie rozwiązany, ponieważ – jak tłumaczyli pozostali muzycy Republiki – „dalsza działalność z innym wokalistą nie mieściłaby się w głowie”.

### Rozwiązanie zespołu po śmierci Grzegorza Ciechowskiego (po 2002)
16 marca 2002 na Przeglądzie Piosenki Aktorskiej we Wrocławiu odbył się recital zatytułowany Kombinat, w którym laureaci festiwalu wykonywali utwory Republiki wraz z pozostałymi członkami zespołu; był to pożegnalny koncert Republiki i zarazem ostatnie przedsięwzięcie koncertowe sygnowane nazwą Republika na wiele lat. W tym samym roku w Toruniu odbyła się też pierwsza edycja koncertu „Pamięci Grzegorza Ciechowskiego”, na którym wystąpiły młode toruńskie zespoły wspomagane przez byłych członków Republiki. Ukazała się też płyta koncertowa, zatytułowana po prostu Republika, która jako bonusy zawierała cztery utwory, które miały znaleźć się na niedokończonej płycie planowanej na rok 2002. W 2003 wydano 13-płytowy box Komplet ze wszystkimi publikowanymi wcześniej płytami Republiki i dodatkowym materiałem, m.in. nagraniem z koncertu w Roskilde i płytą Demo zawierającą kilka nagrań z prób zespołu.
29 sierpnia 2007, w 50. rocznicę urodzin Grzegorza Ciechowskiego, redakcja Programu Trzeciego Polskiego Radia w wydaniu audycji Klub Trójki po raz pierwszy publicznie odtworzyła utwór Republiki „I Count”, który dotychczas nie był wydany na żadnej płycie grupy. Utwór był przygotowany w wersji próbnej.
4 czerwca 2009 muzycy Republiki z gościnnym wokalistą Tomaszem Lipnickim wystąpili na placu Teatralnym w Warszawie na koncercie z okazji 20. rocznicy obalenia komunizmu w Polsce. 5 sierpnia 2011 muzycy Republiki wystąpili na XVII Przystanku Woodstock w Kostrzynie nad Odrą w koncercie Przystanek Republika zorganizowanym z okazji 30. rocznicy powstania zespołu i 10. rocznicy śmierci Grzegorza Ciechowskiego. Również w 2011 premierę miał album zespołu Half Light Nowe orientacje będącym tribiutem poświęconym Republice i zawierającym nowe aranżacje utworów z płyty pt. Nowe sytuacje.
Zbigniew Krzywański, Sławomir Ciesielski i Leszek Biolik wraz z pianistą Bartłomiejem Gasiulem i wokalistami: Piotrem Roguckim, Tymonem Tymańskim i Jackiem Budyniem Szymkiewiczem (grającym również na flecie) w 2014 ruszyli w trasę koncertową pod nazwą Nowe Sytuacje, na której zagrali utwory z pierwszej płyty Republiki. Podkreślili wówczas, że nie reaktywują Republiki, a jedynie rozpoczynają projekt mający na celu przypomnienie publiczności twórczości zespołu. Początkowo planowano tylko jedną trasę, ale Biolik w 2015 powiedział w wywiadzie, iż mają w planach dalszą działalność. Wraz z końcem 2015 z projektu wycofał się Krzywański, co zadecydowało o zawieszeniu projektu. 7 grudnia 2016 ukazała się pierwsza pełna biografia zespołu pt. „Republika. Nieustanne tango” autorstwa dziennikarza muzycznego Leszka Gnoińskiego.
W 2014 Urząd Patentowy Rzeczypospolitej Polskiej umorzył postępowanie w sprawie przypisania znaków towarowych związanych z zespołem Republika byłym członkom zespołu, tj. Zbigniewowi Krzywańskiemu, Leszkowi Biolikowi i Sławomirowi Ciesielskiemu. W 2017 zgodnie z orzeczeniem Urzędu Patentowego RP roku prawa do znaku towarowego Republika uzyskała Anna Skrobiszewska, wdowa po Grzegorzu Ciechowskim.
W 2022 zespół otrzymał Złotego Fryderyka za całokształt twórczości. Krzywański, Ciesielski i Biolik wraz ze swoimi własnymi oddzielnymi projektami muzycznymi w tym samym roku wzięli udział w koncercie w ramach projektu Obywatele Republiki. W marcu 2023 projekt wyruszył w trasę koncertową po Polsce obejmującą największe obiekty koncertowe w Krakowie, Warszawie, Wrocławiu, Szczecinie i Sopocie. Krzywański, Ciesielski, Biolek i Kuczyński wystąpili 29 sierpnia 2024 w Toruniu jako goście specjalni podczas koncertu pod hasłem Gdzie oni są...? Przyjaciele Republiki z okazji rocznicy 67. urodzin Grzegorza Ciechowskiego. 25 maja 2025 odbył się koncert telewizyjny „Raz na milion lat – piosenki zespołu Republika”, podczas którego wystąpili Leszek Biolik, Zbigniew Krzywański i Sławomir Ciesielski.

## Skład zespołu
- Grzegorz Ciechowski – śpiew, instrumenty klawiszowe, flet (1981–1986, 1990–2001)
- Sławomir Ciesielski – perkusja, wokal wspierający, flet (1981–1986, 1990–2002)
- Zbigniew Krzywański – gitara akustyczna, gitara elektryczna, harmonijka ustna, akordeon, wokal wspierający (1981–1986, 1990–2002)
- Paweł Kuczyński – gitara basowa (1981–1986, 1990)
- Leszek Biolik – gitara basowa, wokal wspierający, flet, gitara akustyczna (1991–2002)

a także:
- Jacek Rodziewicz – dodatkowe instrumenty klawiszowe, saksofon. (styczeń 1991–luty 1993)
- José Torres – dodatkowe instrumenty perkusyjne. Podobnie jak Jacek Rodziewicz grał w Republice przez krótki okres na początku lat 90.

## Dyskografia

### Albumy studyjne
| Rok                            | Tytuł                                                            | Pozycja na liście |
| Rok                            | Tytuł                                                            | POL               |
| ------------------------------ | ---------------------------------------------------------------- | ----------------- |
| 1983                           | Nowe sytuacje - Data: 4 lipca 1983 - Wydawca: Polton             | 22                |
| 1984                           | 1984 - Data: 30 stycznia 1984 - Wydawca: Mega Organisation       | –                 |
| 1984                           | Nieustanne tango - Data: 17 września 1984 - Wydawca: Polton      | –                 |
| 1991                           | 1991 - Data: 19 sierpnia 1991 - Wydawca: Arston                  | –                 |
| 1993                           | Siódma pieczęć - Data: 16 sierpnia 1993 - Wydawca: Sound-Pol     | –                 |
| 1995                           | Republika marzeń - Data: 11 września 1995 - Wydawca: Pomaton EMI | –                 |
| 1998                           | Masakra - Data: 23 listopada 1998 - Wydawca: Pomaton EMI         | –                 |
| 2002                           | Ostatnia płyta - Data: 23 marca 2002 - Wydawca: Pomaton EMI      | –                 |
| „–” pozycja nie była notowana. |                                                                  |                   |

### Albumy koncertowe
| 1993                           | Bez prądu - Data: 1993 - Wydawca: Polskie Radio Łódź                     | –  |
| 2002                           | Republika - Data: 23 marca 2002 - Wydawca: Pomaton EMI                   | 5  |
| 2004                           | Największe przeboje – Live - Data: 2004 - Wydawca: Axel Springer Kontakt | –  |
| 2007                           | Trójka Live! - Data: 7 listopada 2007 - Wydawca: 3 SKY MEDIA             | 38 |
| „–” pozycja nie była notowana. |                                                                          |    |

### Albumy kompilacyjne
| 1993                           | ’82–’85 - Data: 15 marca 1993 - Wydawca: Sonic                                                   | 44 | - ZPAV: złota płyta |
| 1999                           | Biała flaga - Data: 12 marca 1999 - Wydawca: Pomaton EMI                                         | 34 | - ZPAV: złota płyta |
| 2003                           | Komplet - Data: 15 listopada 2003 - Wydawca: Pomaton EMI                                         | 82 |                     |
| 2007                           | Gwiazdy polskiej muzyki lat 80. - Data: 26 czerwca 2007 - Wydawca: TMM Polska, Planeta Marketing | –  |                     |
| 2012                           | Złota kolekcja: Biała flaga / Nowe sytuacje - Data: 26 czerwca 2012 - Wydawca: Pomaton EMI       | 29 |                     |
| 2019                           | Winyloteka: Republika - Data 6 grudnia 2019 - Wydawca: Pomaton EMI                               | –  |                     |
| „–” pozycja nie była notowana. |                                                                                                  |    |                     |

### Wideografia
| Rok  | Tytuł                                                                                       | Certyfikat          |
| ---- | ------------------------------------------------------------------------------------------- | ------------------- |
| 2002 | Republika – Złote DVD - Data: 23 listopada 2002 - Wydawca: Pomaton EMI                      | - ZPAV: złota płyta |
| 2011 | Projekt Republika – Przystanek Woodstock 2011 - Data: 6 grudnia 2011 - Wydawca: Złoty Melon |                     |

### Single 7"
| Rok  | Tytuł                                                                |
| ---- | -------------------------------------------------------------------- |
| 1983 | Kombinat / Gadające głowy - Data: styczeń 1983 - Wytwórnia: Tonpress |
| 1983 | Układ sił / Sexy doll - Data: kwiecień 1983 - Wytwórnia: Tonpress    |
| 1986 | Sam na linie / Moja krew - Data: marzec 1986 - Wytwórnia: Tonpress   |
| 1991 | Lawa / Balon - Data: 1991 - Wytwórnia: Arston                        |

### Single promocyjne
| 1991                           | Lawa / Balon        | 2/16 |
| 1995                           | Republika Marzeń    | 11   |
| 1998                           | Mamona              | 1    |
| 1998                           | Gramy dalej         | 6    |
| 1998                           | Raz na milion lat   | 2    |
| 1999                           | Odchodząc           | 3    |
| 2000                           | Moja Angelika       | 5    |
| 2001                           | Nie pójdę do szkoły | 8    |
| 2002                           | Śmierć na pięć      | 1    |
| 2002                           | Zielone usta        | 7    |
| „–” pozycja nie była notowana. |                     |      |

### Notowane utwory
| Rok  | Tytuł                       | Pozycja na liście |
| Rok  | Tytuł                       | LP3               |
| ---- | --------------------------- | ----------------- |
| 1982 | Kombinat                    | 1                 |
| 1982 | Sexy Doll                   | 1                 |
| 1982 | Telefony                    | 1                 |
| 1982 | Biała flaga                 | 1                 |
| 1983 | Gadające głowy              | 5                 |
| 1983 | Śmierć w bikini             | 1                 |
| 1983 | Halucynacje                 | 2                 |
| 1983 | Znak „=”                    | 1                 |
| 1983 | Arktyka                     | 1                 |
| 1983 | Nieustanne tango            | 1                 |
| 1984 | Zróbmy to (teraz)           | 3                 |
| 1984 | Obcy astronom               | 1                 |
| 1984 | Poranna wiadomość           | 1                 |
| 1984 | Psy Pawłowa                 | 1                 |
| 1985 | Tak długo czekam (Ciało)    | 1                 |
| 1985 | Zawsze Ty (Klatka)          | 1                 |
| 1986 | Sam na linie                | 2                 |
| 1986 | Moja krew                   | 1                 |
| 1991 | Lawa                        | 2                 |
| 1991 | Balon                       | 16                |
| 1993 | Nostradamus                 | 26                |
| 1993 | W ogrodzie Luizy            | 20                |
| 1995 | Obejmij mnie, Czeczenio     | 30                |
| 1995 | Republika marzeń            | 11                |
| 1995 | Zapytaj mnie czy cię kocham | 4                 |
| 1995 | W końcu                     | 36                |
| 1998 | Mamona                      | 1                 |
| 1999 | Odchodząc                   | 3                 |
| 1999 | Gramy dalej                 | 6                 |
| 1999 | Raz na milion lat           | 2                 |
| 2000 | Moja Angelika               | 5                 |
| 2001 | Nie pójdę do szkoły         | 8                 |
| 2002 | Śmierć na pięć              | 1                 |
| 2002 | Zielone usta                | 7                 |

### Inne
- 2005 Kwartet Śląski – Republique (złota płyta w 2006 roku)[94]
- 2010 Kasia Kowalska – Ciechowski. Moja krew (płyta otrzymała status platynowej w 2011 roku i zajęła 38. miejsce na liście OLiS)[95][96].

## Literatura poświęcona Republice i Grzegorzowi Ciechowskiemu
- 1996 Alex Stach – Gwiazdy, komety & czad – Republika
- 2007 Jan Kulas – Grzegorz Ciechowski 1957-2001. Wybitny artysta rodem z Tczewa
- 2013 Małgorzata Potocka i K. Pytlakowska – Obywatel i Małgorzata
- 2015 A. Sztuczka i K. Janiszewski – My Lunatycy. Rzecz o Republice
- 2016 Leszek Gnoiński – Republika. Nieustanne tango
- 2018 Piotr Stelmach – Lżejszy od fotografii – o Grzegorzu Ciechowskim

## Upamiętnienie

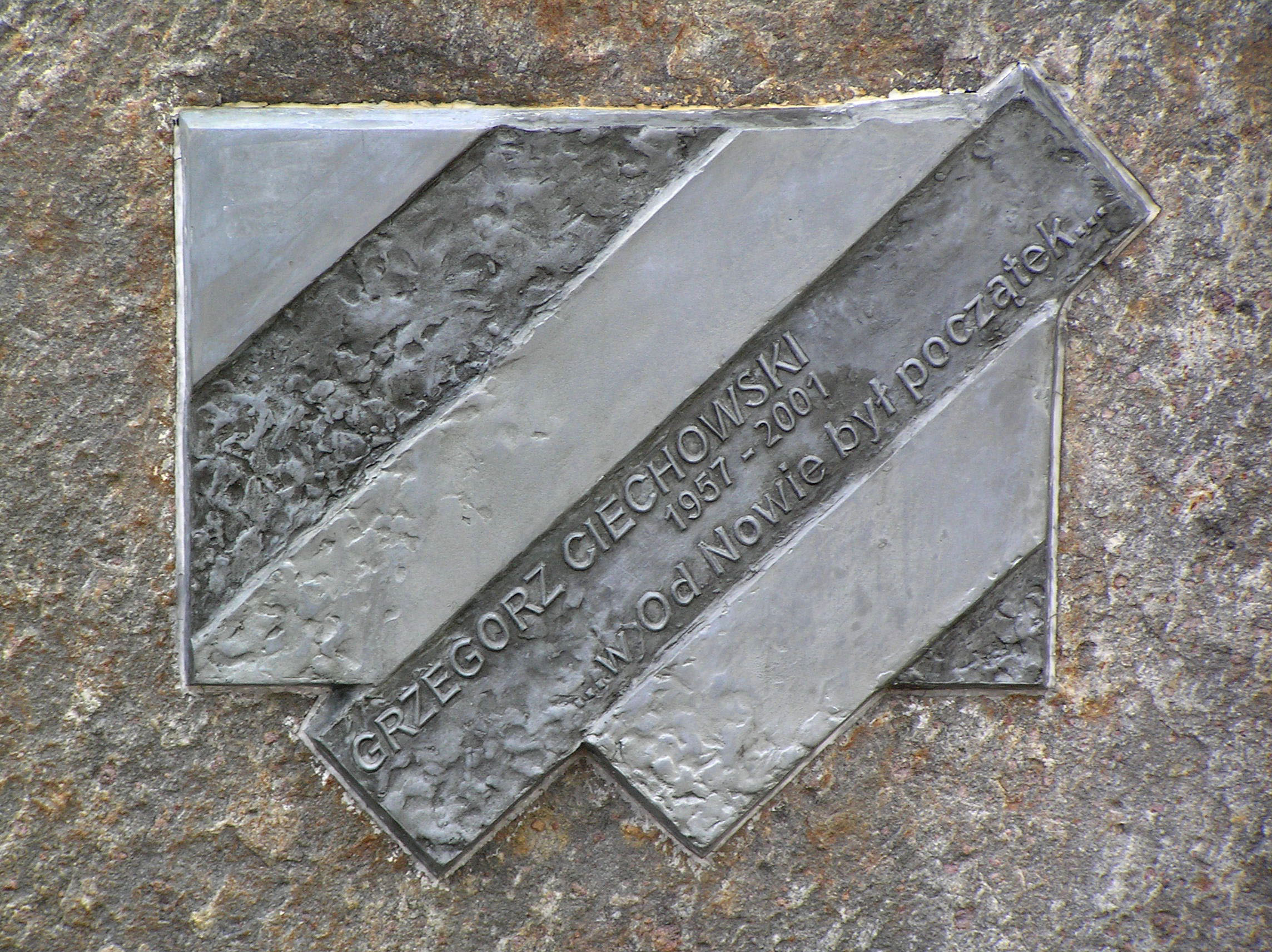
Tablica upamiętniająca Grzegorza Ciechowskiego w Toruniu

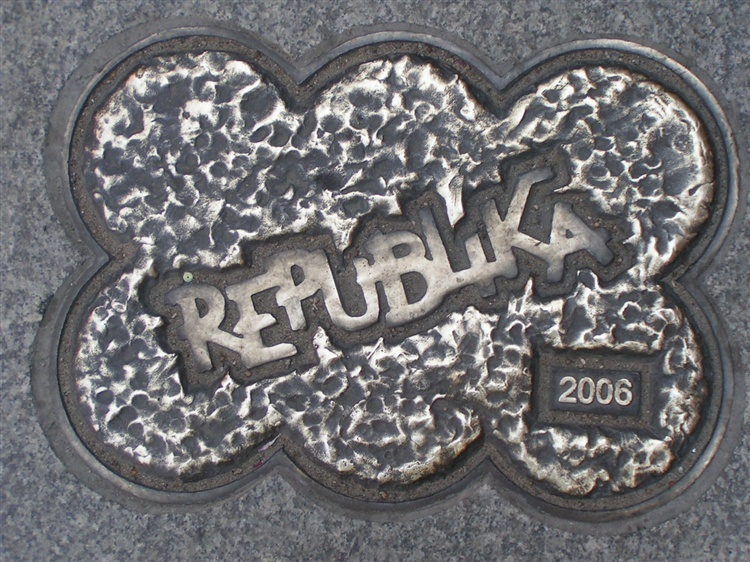
Piernik Republiki w piernikowej Alei Gwiazd w Toruniu

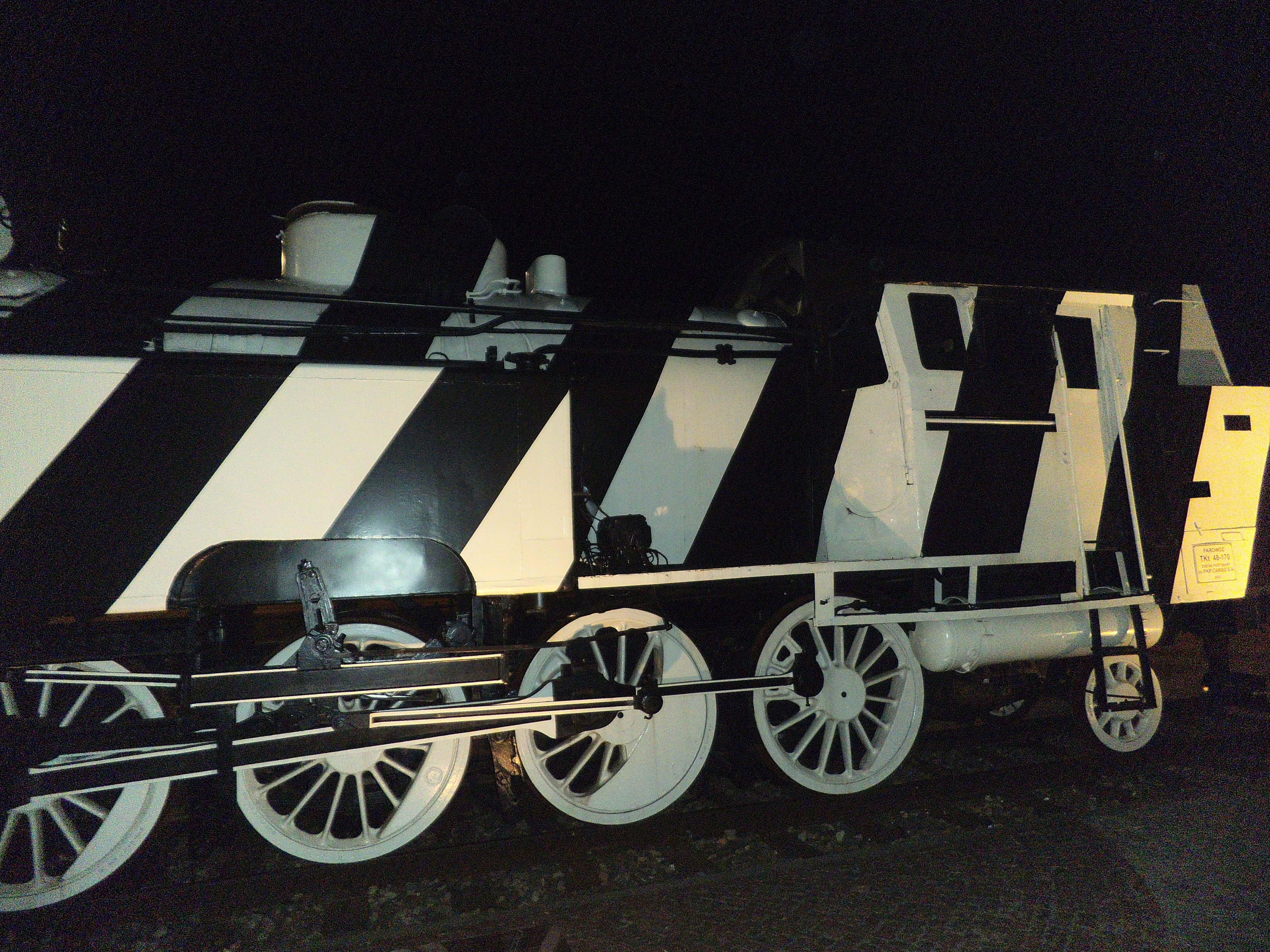
Parowóz w barwach Republiki w Tczewie

Zespół nadal cieszy się dużym zainteresowaniem fanów, co przejawia się w tym, że organizowane są przeglądy i koncerty piosenek Republiki, odsłaniane są pomniki i tablice poświęcone grupie oraz wydawane są pozycje literackie i muzyczne o formacji.
- W Toruniu przy ul. Gagarina przed Akademickim Centrum Kultury i Sztuki „Od Nowa” odsłonięto pomnik (obelisk) z tablicą pamiątkową ku czci Republiki.
- Grupa została uhonorowana w toruńskiej Alei Gwiazd, na której w 2006 na Rynku Staromiejskim jeden z muzyków Republiki, Paweł Kuczyński, odsłonił czwartą z serii „katarzynek” – podpisów słynnych torunian.
- W 2010 Kasia Kowalska wydała koncertowy album pt. Ciechowski. Moja krew, na którym znalazły się utwory Republiki i Obywatela G.C. w nowych aranżacjach. W 2011 grupa grająca rock industrialny Agressiva 69 nagrała album pt. Republika 69 z utworami Republiki w nowym brzmieniu. W tym samym roku zespół Half Light wydał album pt. Nowe orientacje zawierający elektroniczne aranżacje utworów z pierwszej płyty Republiki – Nowe sytuacje [97].
- W 2012 w Tczewie, rodzinnym mieście Grzegorza Ciechowskiego, pomiędzy Węzłem integracyjnym a Galerią Kociewską stanął parowóz w barwach Republiki.
- Piotr Iwanicki w 2016 wydał grę komputerową Superhot, w której napisach końcowych wybrzmiewa piosenka Republiki „Psy Pawłowa”.
- 21 września 2018 Karolina Micuła na scenie Teatru Modrzejewskiej w Legnicy zaśpiewała premierowo recital Uwaga, tu Obywatelka![98] m.in. z piosenkami Obywatela G.C. i Republiki.
- 19 czerwca 2021 w Teatrze Muzycznym w Poznaniu miał premierę musical Kombinat oparty na piosenkach Republiki. Reżyserem spektaklu jest Wojciech Kościelniak[99].
- RE[punk}BLIKA. Nieustanne pogo – tribute album[100][101].
- 25 maja 2025 odbył się koncert „Raz na milion lat – piosenki zespołu Republika”, który był transmitowany w TVP2[78]. W koncercie wystąpili: Julia Pietrucha, Mery Spolsky, Renata Przemyk, Kuba Badach, Piotr Zioła, Jacek Bończyk, Michał Wiraszko oraz grupa Czarno-Białe Ślady, a także byli muzycy Republiki: Leszek Biolik, Zbigniew Krzywański i Sławomir Ciesielski[78].